# فلم قوطي
الفيلم القوطي هو فيلم يعتمد على الأدب القوطي أو على العناصر الشائعة في مثل هذه الأعمال الأدبية. بما أن العديد من الأنواع السينمائية مثل الخيال العلمي، وأفلام النوار، وأفلام الإثارة، والكوميديا، قد استخدمت عناصر قوطية، فإن تعريف فيلم القوطية كنوع سينمائي مستقل يُعتبر أمرًا صعبًا. لقد أثرت العناصر القوطية بشكل خاص على نوع أفلام الرعب، حيث أضافت إليها عناصر خارقة للطبيعة وكوابيسية.

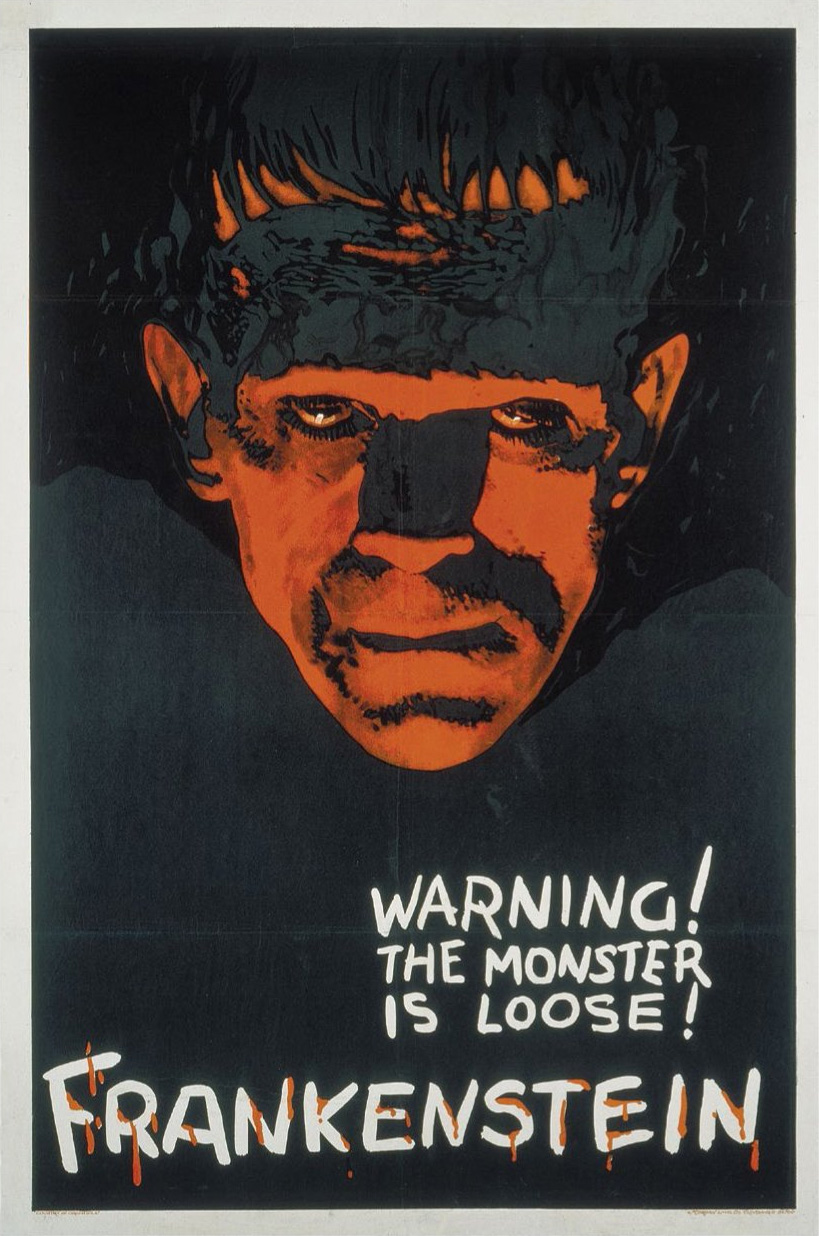

لخلق جو قوطي، ابتكر صانعو الأفلام تقنيات تصوير جديدة تهدف إلى تحدي إدراك الجمهور. كما أن الأفلام القوطية تعكس القضايا الاجتماعية المعاصرة. وفقًا لهايدي كاي في كتاب دليل جديد للقوطية، فإن الأفلام القوطية تتسم بـ «المرئيات القوية، والتركيز على الجنس، والتأكيد على استجابة الجمهور»، وهي خصائص كانت تميز الأعمال الأدبية القوطية أيضًا. وأشار دليل الموسوعة للقوطية إلى أن أساس الأفلام القوطية يتكون من مزيج من الأدب القوطي، والميلودراما المسرحية، والتعبيرية الألمانية.
في كتاب دليل كامبريدج للأدب القوطي، توضح ميشا كافكا أن فيلم القوطية ليس نوعًا سينمائيًا محددًا بحد ذاته، بل هو مزيج من صور وأحداث وشخصيات وأسلوب قوطي يتم تضمينه في الأفلام بشكل عام. وغالبًا ما تكون هذه العناصر جزءًا من «فئة الرعب الأوسع». وتستشهد كافكا بتعريف ويليام باتريك داي للقوطية: «تثيرنا بالخوف كموضوع وتأثير؛ لكنها لا تفعل ذلك من خلال الشخصيات أو الحبكات أو حتى اللغة، بل من خلال العرض البصري». السينما تتناسب مع هذا التعريف للقوطية عبر تقديم صور بصرية تساهم في بناء العرض الدرامي.

## التاريخ
تاريخ الأفلام القوطية هو مسار طويل ومعقد يعكس تطور هذا النوع السينمائي الذي يرتبط ارتباطًا وثيقًا بالأجواء المظلمة والغامضة، والتوترات النفسية، والمفاهيم المعقدة حول الموت، والخوف، والخوارق. يعود ظهور الأفلام القوطية إلى بدايات السينما في أواخر القرن التاسع عشر، وقد تطور هذا النوع على مر العقود ليصبح أحد الأنواع المميزة في السينما العالمية.
بدأت الأفلام القوطية في الأساس كاستجابة للأدب القوطي الذي بدأ في أواخر القرن الثامن عشر. كان من أبرز أعمال هذا الأدب قلعة أوترانتو (1764) للكاتب هوراس والبول، الذي يعتبر البداية الفعلية للأدب القوطي. تميز الأدب القوطي بتركيزه على الأماكن المعزولة مثل القلاع المظلمة والخراب، والشخصيات التي تتعرض للمواقف المروعة والخارقة. وعندما ظهرت السينما في أوائل القرن العشرين، أخذت الأفلام القوطية بعضًا من هذه السمات المميزة من الأدب القوطي، مثل الأماكن المعزولة، والشخصيات الغامضة، والمواضيع المتعلقة بالموت، والرعب، والأسرار العائلية.
أحد أبرز الأفلام القوطية التي ظهرت في أوائل السينما كان الطبيب فرانكشتاين (1931) الذي أخرجه جيمس ويل وقام بوريس كارلوف بتجسيد دور الوحش. استلهم الفيلم من رواية فرانكشتاين للكاتبة ماري شيلي. تتسم هذه النوعية من الأفلام القوطية بإبراز المشاهد المخيفة والتقنيات السينمائية مثل الإضاءة منخفضة المستوى والموسيقى المشوقة. كما يأتي فيلم دراكولا (1931) من إخراج تود براونيغ ليكون من أبرز الأفلام القوطية التي تميزت بمزيجها بين الرعب والقوة النفسية، وكان له تأثير كبير في تشكيل الأفلام القوطية اللاحقة.
مع حلول فترة الخمسينات والستينات، أصبحت الأفلام القوطية جزءًا لا يتجزأ من الثقافة الشعبية، خاصة في أمريكا وأوروبا. شهدت هذه الفترة تزايدًا في الأفلام التي تميزت بالدراما النفسية والجوانب المظلمة. من أبرز هذه الأفلام: أشباح الدار (1959) وإكسير الحياة (1960)، وفي هذه الفترة، توسع التأثير القوطي ليشمل فروعًا أخرى مثل أفلام الإثارة النفسية والأفلام التي تتمحور حول شخصيات معزولة في أماكن مدمرة. أما في السبعينات والثمانينات، فقد شهدت السينما عودة للأفلام القوطية ذات الطابع الفكري المتقدم، حيث قدمت أفلام بداية الألفية تفسيرًا جديدًا للرعب القوطي مع التركيز على الخوف النفسي أكثر من الخوف الجسدي.
تتسم الأفلام القوطية بعدة سمات مميزة، مثل الأماكن المظلمة والعزلة، والشخصيات الغامضة التي غالبًا ما تكون مضطربة نفسيًا، وتركز على مواضيع مثل الخوف، والسحر، والخوارق، والأسرار العائلية. كما تتميز بتقنيات بصرية مثل الإضاءة الخافتة والظلال العميقة، واستخدام الموسيقى التصويرية المشوقة لزيادة التوتر. هذا النوع من الأفلام يستمر في تأثيره على السينما المعاصرة، حيث يسعى العديد من المخرجين والمبدعين إلى تحديثه، كما يظهر في أفلام مثل Crimson Peak (2015) للمخرج جييرمو ديل تورو، التي تدمج بين العناصر الكلاسيكية للأفلام القوطية والأسلوب الحديث.
الأفلام القوطية تطورت مع مرور الوقت من كونها مجرد استجابة للأدب إلى أن أصبحت نوعًا سينمائيًا مؤثرًا يمتد إلى مجالات مختلفة من ثقافة الرعب والفن الساخر. هذه الأفلام تستمر في استكشاف التوترات النفسية والوجودية في سياقات مظلمة، وتظل تجذب الجمهور بفضل قدرتها على إثارة الخوف والتساؤلات حول العالم غير المرئي.

## أفلام بارزة
عندما أطلق معهد الفيلم البريطاني في عام 2013 برنامجًا للاحتفال بالأفلام والمسلسلات التلفزيونية ذات المواضيع القوطية، حددت صحيفة الغارديان الأفلام القوطية العشرة الأفضل (مرتبة حسب السنة) على النحو التالي:
1. 1922:  نوسفيراتو
2. 1931: دراكولا
3. 1931: فرانكنشتاين
4. 1940: ريبيكا
5. 1958: دراكولا
6. 1961: الحفرة والساعة المستديرة
7. 1968:  طفل روزماري
8. 1977: سوسبيريا
9. 1987: قرب الظلام
10. 2007: دار الايتام
11. 2015: القمة القرمزية
12. 2021: فجر ينكسر وراء العيون

## وصلات خارجية
- الفيلم القوطي على موقع مجلة ديابوليك